# Siedlimowice

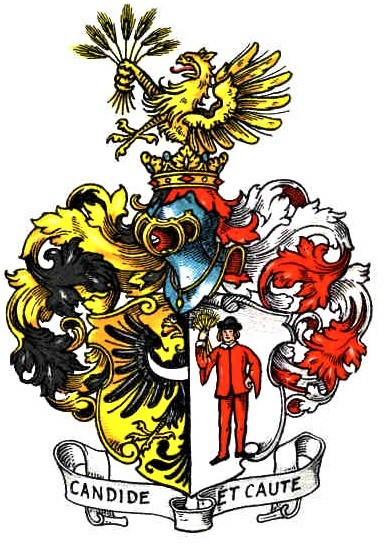
Herb von Korn

Siedlimowice – wieś w Polsce położona w województwie dolnośląskim, w powiecie świdnickim, w gminie Żarów.

## Podział administracyjny
W latach 1975–1998 miejscowość administracyjnie należała do województwa wałbrzyskiego.

## Nazwa
Do roku 1945 nosiła niem. nazwę Schönfeld, także: Schönfeld über Saarau (niem. Saarau oznacza Żarów). 

## Historia
Wieś wzmiankowana w XIV wieku jako posiadłość rycerska rodziny von Poseritz. Od roku 1325 w rękach znanego śląskiego rodu von Seidlitz. Przez cztery następne stulecia posiadłość kilkakrotnie zmieniała właścicieli, wśród których były znane śląskie rody jak von Tschirnhaus i von Pückler-Branitz. Ostatnio (do roku 1945) wieś należała do rodziny Kornów, którzy nabyli ją w roku 1867 od Pücklerów. Według urzędowych ksiąg w roku 1936 majątek liczył 275,5 ha; były tu młyny (wodny i parowy). Gospodarstwo specjalizowało się w produkcji mąki pszennej, grysiku i płatków owsianych, płacąc roczny podatek 9080 RM.

## Zabytki
Do wojewódzkiego rejestru zabytków wpisane są:
- park, z XVII w., w latach 1873-1875
- aleja lipowa, wzdłuż drogi do Mrowin, powstała po 1820 r.
- aleja lipowo-dębowa, od młyna wodnego do lasu, z drugiej połowy XIX w.

inne zabytki:
- ruiny pałacu Kornów, w czasie wojny trzydziestoletniej pałac służył Szwedom jako lazaret wojskowy i spłonął doszczętnie w roku 1633; Kornowie w latach 1873–1875[5] przebudowali tutejsze czteroskrzydłowe założenie barokowe na styl neorenesansowy; od końca wojny nie konserwowany i niszczejący.
- młyn[6]